# Integrationslehre
Die Integrationslehre ist eine von Rudolf Smend entwickelte staats- und verfassungstheoretische Lehre vom Staat als Integration, die er in seinem 1928 erschienenen Werk Verfassung und Verfassungsrecht ausführte.
Der Integrationslehre liegt in Anlehnung an Theodor Litt die Gruppenbezogenheit des Individuums zugrunde. Aufgabe des Staates ist die Integration der Individuen in den politischen Prozess; die Verfassung wird als die – wenngleich nicht rein normative – Ordnung des Integrationsprozesses gesehen.

„Die Integrationslehre lehnt alles isolierte Verstehen der Norm einerseits, der Wirklichkeit andererseits ab. Die Norm hat ihren Geltungsgrund, ihre Geltungsqualität, ihren Geltungsinhalt vom Leben und dessen aufgegebenem Sinn her, wie umgekehrt das Leben nur aus der Beziehung zu seinem aufgegebenen und normierten Lebenssinn zu verstehen ist.“

Die von Rudolf Smend begründete Integrationslehre versucht, die wesentlichen Mängel der „Drei-Elementen-Lehre“ zu beseitigen. Sie versteht den Staat, im Gegensatz zu formalistischem und positivistischem Staatsrechtsdenken, als Lebensprozess, als Integrationsvorgang im Sinne einer staatlichen Einheitsbildung. Sie sucht den verfassten Staat verstärkt vom aktiven Menschen her und von der Frage seiner Integration in den Staat zu verstehen.
Somit sind für Smend Verfassungen Integrationsprozesse. Dieser verfassungstheoretische Ansatz abstrahiert von der Geltung einzelner Verfassungen, relativiert diese und stellt deren positivistische Auslegung radikal in Frage. Zentral für die Integrationslehre ist die Verfassungsakzeptanz als nicht nur vor- oder außerrechtliche Frage.
Smend führt den Staat zurück auf eine Bejahung durch den Staatsbürger: „Der Staat ist nur, weil und sofern er sich dauernd integriert, in und aus den Einzelnen aufbaut“; die Integration ist gemäß ihrem Wesen als geistig-soziale Wirklichkeit ein dauernder Vorgang (Integration als permanentes Verfassungsgebot;). Indem die Integrationslehre den Menschen voranstellt und in das durchaus immanentverstandene Staatsleben einordnet, ist sie ein Modell betont demokratischen Denkens.
Der Staat als lebendiger Prozess, Integration als Kernvorgang des staatlichen Lebens war in der Tat ein aufregend neuer Gedanke. Zwar ließ Smend im Dunkeln, wie genau er sich diesen Prozess der Integration vorstellte, wie überhaupt sein kryptischer Sprachstil einer klaren Festlegung, was er meint und was nicht, permanent im Wege steht. Aber das Stichwort Integration reichte aus, um die Fantasie seiner Leser dauerhaft zu beflügeln: Gleichzeitig versprach das Stichwort Integration nationale Einheit und Homogenität und ließ sich gegen Pluralismus, Parteien- und Interessenpolitik instrumentalisieren.

## Integrationsarten
Smend unterschied drei Arten von Integration, die in verschiedener Kombination vorkämen.

### Persönliche Integration
Die persönliche Integration behandelt Smend im fünften Kapitel des staatstheoretischen Teils seines Werks. Mit ihr meint er die proaktive Teilnahme der Individuen am politischen Leben im Gegensatz zur reaktiven Teilnahme bzw. zum passiven Beteiligtwerden.

### Funktionelle Integration
Im sechsten Kapitel behandelt Smend die funktionelle Integration, unter der er die institutionalisierte Teilnahme der Individuen durch beispielsweise Wahlen oder Abstimmungen versteht.

### Sachliche Integration
Die sachliche Integration schließlich wird im siebten Kapitel ausgeführt. Sie ist die Integration durch gemeinschaftliche Werte, die verkörpert werden durch staatliche Symbole, staatliche Feiertage, gemeinsame Sprache und dergleichen.

## Wirkung
Die Smendsche Integrationslehre war eine der großen Strömungen des Methodenstreits der Weimarer Staatsrechtslehre. Auch nachdem der Methodenstreit unter dem Grundgesetz an Aktualität verloren hatte, blieb die Integrationslehre durch die Smend-Schule, zu der etwa Gerhard Leibholz, Ulrich Scheuner, Konrad Hesse, Horst Ehmke, Peter Häberle oder Friedrich Müller zu rechnen sind, noch bis in die 1970er Jahre von größerer Bedeutung.
Smends Integrationslehre hatte den großen Vorzug, in alle möglichen Richtungen hin anpassungsfähig zu sein. Das machte sie später für das Staatsrecht der 50er- und 60er-Jahre, das sich auf das so merkwürdig dauerhafte Provisorium Bundesrepublik einen Reim zu machen mühte, so attraktiv.
Nicht nur durch Hesse, der von 1975 bis 1987 Richter des Bundesverfassungsgerichts war, fanden Aspekte der Integrationslehre auch Eingang in die Rechtsprechung des Gerichts: Schon im Lüth-Urteil von 1958 wurden die Grundrechte nicht mehr nur als Abwehrrecht des Individuums gegen den Staat, sondern auch als objektive Wertordnung angesehen. Auch der Topos der Gemeinschaftsbezogenheit und Gemeinschaftsgebundenheit des Einzelnen in Verbindung mit Art. 2 Abs. 1 GG steht der Integrationslehre zumindest nahe.

## Kritik
Der Begriff Integration weckt in der Alltagssprache verschiedenste Assoziationen. Daran anzuknüpfen ist für die ihrerseits schillernde Integrationslehre programmatisch. So sehr ihre Offenheit und Anschlussfähigkeit als Vorzug angesehen wird, werfen ihr Kritiker dies als Unbestimmtheit vor. Insbesondere Kelsen hielt ihr entgegen, als „Methode des Oszillierens“ übe sie „eine starke Anziehungskraft auf Denker“ aus, „denen Eindeutigkeit, Klarheit und begriffliche Schärfe dem Geist ihres Gegenstandes nicht zu entsprechen scheinen“.
Für Bühler ist Hauptkritikpunkt an der Integrationslehre die mangelnde Unterscheidung von Staat und Gesellschaft bzw. Staat und Individuum. Sie berge die Gefahr der staatlichen Vereinnahmung der Individuen und damit totalitäre Tendenzen in sich. Ebenfalls kritisiert wird sein Grundrechtsverständnis, welches die subjektiv-abwehrrechtliche Dimension nur unzureichend berücksichtige und Grundrechte somit keinen effektiven Schutz vor staatlichen Übergriffen böten (siehe Bühler 2011).